# Dribbleware
Dribbleware (od ang. to dribble, kapać) – oprogramowanie, które jest znane i komentowane na długo przed właściwym wydaniem lub publikowane fragmentami.